# Антонио Полајуоло
Антонио ди Јакопо Полајуоло или Полајоло (итал. Antonio di Jacopo Pollaiuolo, Pollaiolo; 1429/1433 — 1498) био је италијански сликар, вајар, графичар и златар из епохе Ренесансе.
Учио је сликарство са Паолом Учелом, вајање са Донателом, а учио се сребрарском занату са Лоренцом Гибертијем. Радио је најчешће заједно са братом Пјером Полајуолом. Њихова дела показују интерес за класичне узоре и људску анатомију. Сецирали су лешеве да би научили да реалистичније представе људски покрет и напор. Њихова уметничка радионица у Фиренци је сматрана за најбољу радионицу своје епохе.
Сачувана је само једна његова графика, Борба голих ратника, али она представља једно од најзнаменитијих ренесансних уметничких дела.
У цркви Светог Петра у Риму пројектовао је и осликао гробнице за папе Сикста IV и Иноћентија VIII.